# Białystok
Białystok (in bielorusso Беласток?, Bielastok; in russo Белосток?, Belostok; in lituano Balstogė; in tedesco Bjelostock; in italiano storicamente Bialistocco) è una città polacca del voivodato della Podlachia, la decima città più grande della Polonia e la più grande città della Polonia nord-orientale.
Città natale di Ludwik Lejzer Zamenhof, il padre dell’esperanto, nonché dell’inventore del vaccino per la poliomielite Albert Bruce Sabin, nel 2009 la sua popolazione era di 294 399 abitanti, con un'area urbana di circa 402 000 abitanti.

## Geografia fisica

### Territorio
La città sorge sull'altopiano di Białystok (in polacco Wysoczyzna Białostocka) della pianura della Podlachia settentrionale (in polacco Nizina Północnopodlaska), nota come il "polmone verde della Polonia". Si trova 197 km a nordest della capitale Varsavia, vicino ai confini di Bielorussia e Lituania. Białystok è attraversata dal fiume Biała, affluente di sinistra del Supraśl. Il paesaggio dell'altopiano di Białystok è vario, con alte colline moreniche e kame che superano i 200 m di altitudine. La pianura glaciale, formata dai sedimenti depositati dall'acqua di disgelo di un ghiacciaio, è coperta da foreste.
Il punto più elevato della città si trova a 175 m s.l.m. nella foresta di Pietrasze, mentre il più basso giace a 118 m nella valle fluviale del Biała. Le foreste caratterizzano una parte importante della città, ricoprendo circa il 18% della superficie amministrativa (oltre 1800 ettari). Il centro urbano è dotato di 9 parchi, di cui 5 iscritti nella lista dei monumenti comunali registrati in quanto di importanza storica.

### Clima
Białystok ha un clima boreale delle foreste (Dfb) secondo la classificazione dei climi di Köppen, ed è una delle città più fredde della Polonia, con una temperatura media annua di 7.7 °C.
| Białystok (1991-2020) Fonte: meteomodel.pl | Mesi         | Mesi         | Mesi         | Mesi        | Mesi        | Mesi        | Mesi        | Mesi        | Mesi        | Mesi         | Mesi         | Mesi         | Stagioni | Stagioni | Stagioni | Stagioni | Anno    |
| Białystok (1991-2020) Fonte: meteomodel.pl | Gen          | Feb          | Mar          | Apr         | Mag         | Giu         | Lug         | Ago         | Set         | Ott          | Nov          | Dic          | Inv      | Pri      | Est      | Aut      | Anno    |
| ------------------------------------------ | ------------ | ------------ | ------------ | ----------- | ----------- | ----------- | ----------- | ----------- | ----------- | ------------ | ------------ | ------------ | -------- | -------- | -------- | -------- | ------- |
| T. max. media (°C)                         | −0,4         | 1,1          | 6,1          | 13,6        | 19,2        | 22,2        | 24,3        | 23,7        | 18,1        | 11,7         | 5,2          | 1,0          | 0,6      | 13,0     | 23,4     | 11,7     | 12,1    |
| T. media (°C)                              | −2,8         | −1,9         | 1,7          | 7,9         | 13,1        | 16,4        | 18,4        | 17,5        | 12,6        | 7,4          | 2,7          | −1,2         | −2,0     | 7,6      | 17,4     | 7,6      | 7,7     |
| T. min. media (°C)                         | −5,4         | −4,9         | −2,4         | 2,2         | 6,8         | 10,3        | 12,6        | 11,6        | 7,7         | 3,6          | 0,2          | −3,6         | −4,6     | 2,2      | 11,5     | 3,8      | 3,2     |
| T. max. assoluta (°C)                      | 11,4 (2007)  | 16,4 (1990)  | 21,8 (1968)  | 29,3 (2012) | 31,7 (1958) | 32,8 (2021) | 36,0 (1959) | 35,2 (1992) | 33,6 (2015) | 25,4 (1966)  | 18,5 (2014)  | 13,8 (1961)  | 16,4     | 31,7     | 36,0     | 33,6     | 36,0    |
| T. min. assoluta (°C)                      | −35,4 (1987) | −32,9 (1970) | −24,0 (1987) | −8,3 (1981) | −4,5 (1980) | −0,2 (1991) | 4,2 (1995)  | 0,2 (1966)  | −5,1 (1986) | −11,2 (1956) | −20,7 (1965) | −29,3 (1996) | −35,4    | −24,0    | −0,2     | −20,7    | −35,4   |
| Giorni di calura (Tmax ≥ 30 °C)            | 0,0          | 0,0          | 0,0          | 0,0         | 0,1         | 0,8         | 2,5         | 2,3         | 0,1         | 0,0          | 0,0          | 0,0          | 0,0      | 0,1      | 5,6      | 0,1      | 5,8     |
| Giorni di gelo (Tmin ≤ 0 °C)               | 23,8         | 21,7         | 20,6         | 9,5         | 1,7         | 0,0         | 0,0         | 0,0         | 0,9         | 7,0          | 13,5         | 22,2         | 67,7     | 31,8     | 0,0      | 21,4     | 120,9   |
| Giorni di ghiaccio (Tmax ≤ 0 °C)           | 14,0         | 10,7         | 2,9          | 0,1         | 0,0         | 0,0         | 0,0         | 0,0         | 0,0         | 0,1          | 3,8          | 10,9         | 35,6     | 3,0      | 0,0      | 3,9      | 42,5    |
| Nuvolosità (okta al giorno)                | 6,5          | 6,2          | 5,3          | 4,6         | 4,4         | 4,6         | 4,4         | 4,1         | 4,5         | 5,2          | 6,5          | 6,6          | 6,4      | 4,8      | 4,4      | 5,4      | 5,2     |
| Precipitazioni (mm)                        | 33,8         | 31,4         | 34,6         | 37,7        | 69,1        | 65,4        | 86,5        | 69,4        | 56,0        | 47,2         | 39,2         | 39,9         | 105,1    | 141,4    | 221,3    | 142,4    | 610,2   |
| Giorni di pioggia                          | 8,9          | 8,0          | 8,1          | 7,6         | 9,6         | 9,4         | 10,4        | 8,3         | 8,6         | 8,2          | 8,9          | 8,9          | 25,8     | 25,3     | 28,1     | 25,7     | 104,9   |
| Nevicate (cm)                              | 226,4        | 258,4        | 142,2        | 17,6        | 0,0         | 0,0         | 0,0         | 0,0         | 0,0         | 1,9          | 26,6         | 110,2        | 595,0    | 159,8    | 0,0      | 28,5     | 783,3   |
| Giorni di neve                             | 19,6         | 17,8         | 10,0         | 1,3         | 0,0         | 0,0         | 0,0         | 0,0         | 0,0         | 0,6          | 5,0          | 14,4         | 51,8     | 11,3     | 0,0      | 5,6      | 68,7    |
| Umidità relativa media (%)                 | 88,4         | 85,1         | 77,8         | 69,8        | 71,2        | 73,1        | 75,4        | 77,2        | 82,5        | 85,5         | 90,0         | 90,4         | 88,0     | 72,9     | 75,2     | 86,0     | 80,5    |
| Ore di soleggiamento mensili               | 38,1         | 57,4         | 122,1        | 185,7       | 254,1       | 259,3       | 256,9       | 250,5       | 161,8       | 102,1        | 38,4         | 28,9         | 124,4    | 561,9    | 766,7    | 302,3    | 1 755,3 |
| Pressione a 0 metri s.l.m. (hPa)           | 998,1        | 997,2        | 996,7        | 996,2       | 997,0       | 996,4       | 996,0       | 997,5       | 998,5       | 999,0        | 998,1        | 998,0        | 997,8    | 996,6    | 996,6    | 998,5    | 997,4   |
| Tensione di vapore (hPa)                   | 4,8          | 4,9          | 5,5          | 7,3         | 10,6        | 13,4        | 15,6        | 15,0        | 12,0        | 9,1          | 7,0          | 5,4          | 5,0      | 7,8      | 14,7     | 9,4      | 9,2     |
| Vento (direzione-m/s)                      | 2,9          | 2,8          | 2,8          | 2,6         | 2,3         | 2,2         | 2,1         | 1,9         | 2,1         | 2,4          | 2,8          | 2,8          | 2,8      | 2,6      | 2,1      | 2,4      | 2,5     |

## Origine del nome
Secondo la leggenda, il toponimo sarebbe stato dato alla città dal granduca di Lituania Gediminas nel 1320 circa: nell'antica lingua polacca il nome potrebbe avere un significato simile a "pendio bianco" oppure "ruscello limpido". Precedenti nomi nelle diverse lingue sono stati Беласток, Balstogė, ביאַליסטאָק (Byalistok, Bjalistok), Бѣлостокъ (pre-1918), Белосток (post-1918) o Belostok.

## Storia

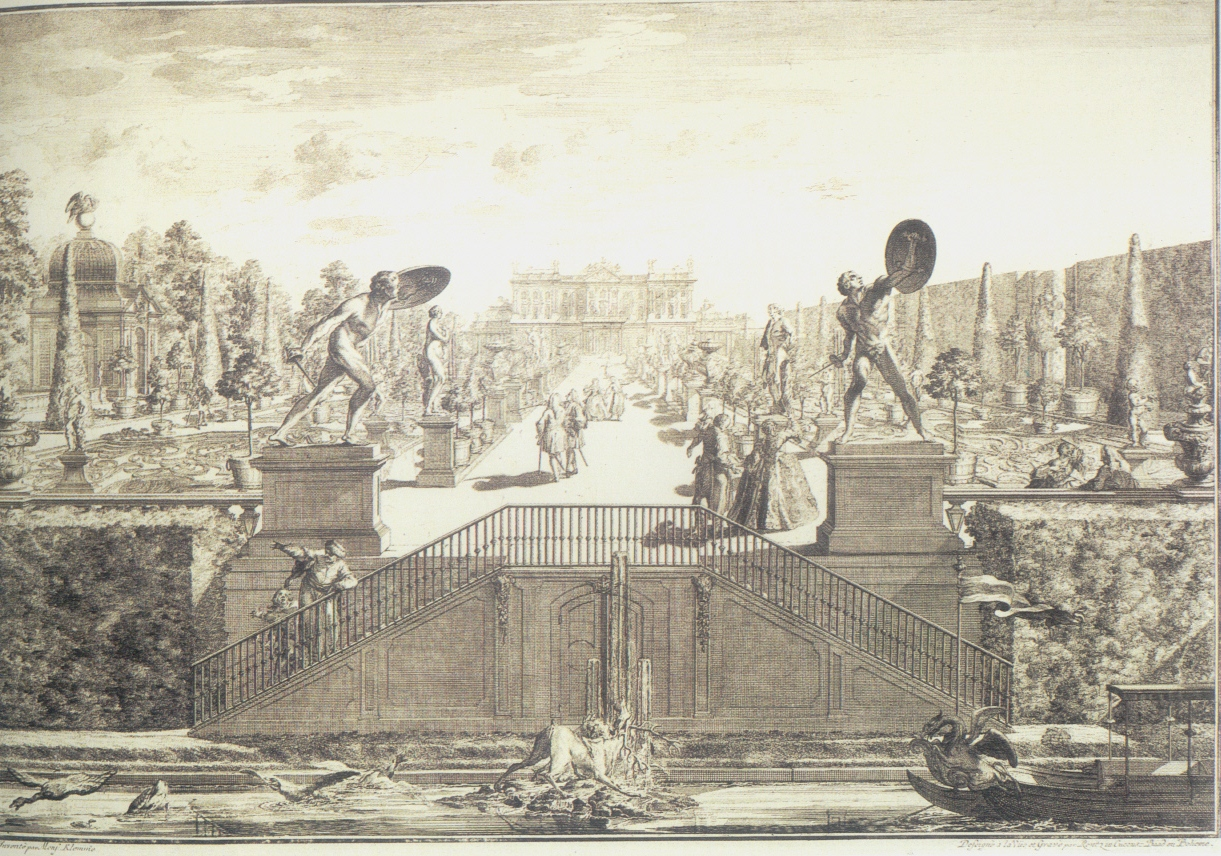
Parco di Branicki nel XVIII secolo

La prima citazione della città nelle fonti storiche è datata al 1437, anno in cui le terre intorno al fiume Biała vennero donate da re Casimiro a Raczko Tabutowicz, per passare successivamente (1547) alla famiglia Wiesiołowski, che fece costruire un castello e una chiesa. Alla morte dell'ultimo esponente della famiglia (1645), tutta la zona rientrò tra le proprietà del demanio, per essere poi donata a Stefan Czarniecki, nel 1661, come ricompensa per i servigi prestati in occasione della guerra, e della vittoria, contro gli svedesi. Quattro anni dopo, al matrimonio della figlia Aleksandra, passò, come dote, alla famiglia Branicki.
Nella seconda metà del XVIII secolo, l'hetman Jan Klemens Branicki, comandante in capo, ereditò l'area di Białystok: fu lui che trasformò i precedenti edifici in una magnifica residenza di un nobile, frequentata da artisti e scienziati ivi attirati dal suo mecenatismo. Durante il suo governo, nel 1749, per Białystok venne ufficializzato lo status di città.
Con le spartizioni della Polonia successive alla fine della Confederazione polacco-lituana, Białystok divenne dapprima nel 1795 parte del regno di Prussia, poi dopo la pace di Tilsit, firmata nel 1807, passò all'Impero russo. Durante il XIX secolo la città assurse a maggior centro dell'industria tessile, portando la popolazione al quadruplicamento in un trentennio circa (1857 13.787 abitanti, 1889 56.629), con altri 10.000 abitanti guadagnati in soli 12 anni: in questo periodo la maggior parte della popolazione era di religione ebraica.
Dopo lo scoppio della prima guerra mondiale, avvenuta nel 1914, i primi bombardamenti distrussero la località il 20 aprile 1915; il 13 agosto l'esercito imperiale tedesco fece la sua apparizione nelle vie della città, inglobando Białystok nella regione occupata dell'Ober Ost. Nel marzo del 1918 fu annessa alla Repubblica Popolare Bielorussa, e solo pochi mesi dopo (luglio) entrò nella provincia lituana, divenendo capitale della regione lituana meridionale. Il 19 febbraio dell'anno successivo la città fu conquistata dalla Polonia. Nel corso del 1920, sottomessa dalle truppe sovietiche durante la guerra sovietico-polacca, fu per breve tempo il quartier generale del Comitato rivoluzionario provvisorio polacco sotto il comando di Julian Marchlewski.

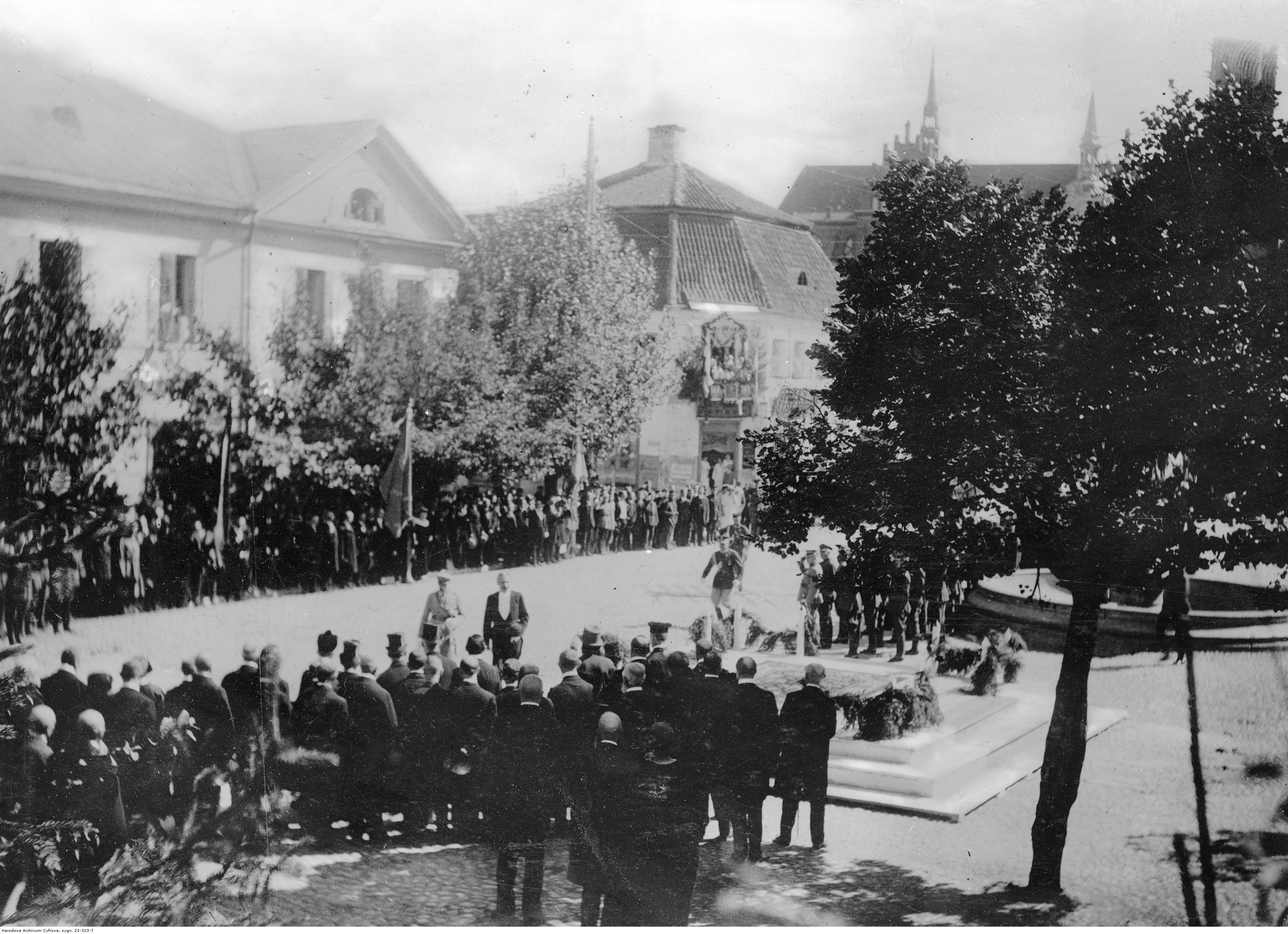
La visita di Józef Piłsudski a Bialystok nel 1921

Negli anni '20 e '30 Białystok fu nuovamente parte della Polonia indipendente, fino al settembre 1939 quando venne occupata prima dall'esercito tedesco e poi da quello sovietico secondo quanto stabilito nel protocollo segreto di Molotov-Ribbentrop che la annetteva alla repubblica bielorussa, con la contemporanea creazione del vobłasć di Biełastok.
Il 27 giugno 1941 Białystok cadde nelle mani dei nazisti, a seguito dell'invasione tedesca dell'Unione Sovietica. Fin dall'inizio dell'occupazione, i nazisti perseguirono dei saccheggi ed un crudele e spietato sterminio di tutta la popolazione non germanica. Già la mattina del 27 giugno i nazisti circondarono la piazza della città vicino alla sinagoga (che era la maggiore completamente in legno dell'Europa orientale), costringendo gli abitanti a fuggire in strada; alcuni di questi vennero catturati, messi al muro e fucilati sul posto. Altri, 800 persone circa, compresi donne e bambini, vennero rinchiusi nella sinagoga, che venne poi incendiata. L'attacco nazista continuò con il lancio di granate sulle abitazioni vicine e altri spari: le fiamme si espansero agli edifici confinanti, mescolandosi con le esplosioni causate dalle bombe, e l'intera piazza fu inghiottita dalle fiamme. Secondo alcune fonti, solo in quel giorno circa 2 000-2 300 ebrei perirono. L'intera popolazione ebraica superstite fu quindi confinata in quello che sarà conosciuto come il ghetto di Białystok.
Già nelle prime settimane di occupazione, nacquero in città alcuni gruppi antifascisti, che riuscirono poi ad organizzare, negli anni successivi, un movimento di resistenza ben strutturato. Durante l'ultimo anno dell'occupazione, una scuola superiore clandestina cominciò a formare studenti, che, in alcuni casi, presero parte al movimento di resistenza clandestina, col risultato che molti di essi vennero incarcerati, uccisi, o deportati nei campi di concentramento. Il 15 agosto 1943 iniziò una rivolta nel ghetto, e qualche centinaio di ebrei avviò una lotta armata contro le truppe tedesche, che avevano cominciato una eliminazione pianificata degli abitanti del ghetto. La rivolta fu soffocata nel sangue e tutti gli abitanti del ghetto, inclusi donne e bambini furono avviati deportati e uccisi nei campi di sterminio. Meno di un migliaio di ebrei sopravvissero all'Olocausto. Dopo la fine della seconda guerra mondiale vi si stabilirono molti polacchi provenienti dalle zone cedute dalla Polonia all'Unione Sovietica e divenne sede effettiva dell'arcidiocesi di Vilnius (già polacca), fatto che poi portò alla creazione di una propria sede vescovile (l'attuale arcidiocesi di Białystok).

## Monumenti storici

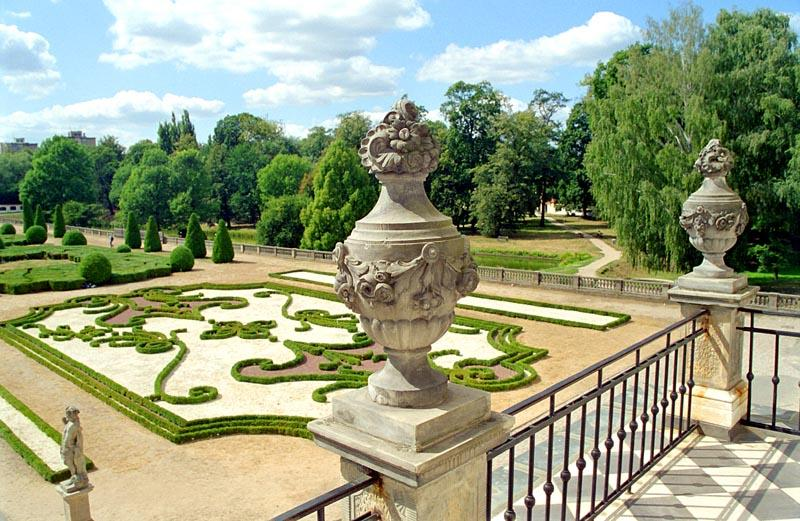
Parco di Branicki

- Palazzo di Branicki (Pałac Branickich) e Parco di Branicki (Park Branickich), barocco
- Cattedrale di Białystok (Archikatedra), rinascimentale e neogotico
- Piazza del Mercato di Kościuszko (Rynek Kościuszki w Białymstoku)
- Palazzo di Lubomirski (Pałac Lubomirskich)
- Monastero cattolico (Figlie della carità di San Vincenzo de' Paoli), barocco
- Municipio (Ratusz), barocco
- Chiesa di San Adalberto (Kościół św. Wojciecha)
- Parco Planty
- Museo storico di Białystok (Muzeum Historyczne w Białymstoku)
- Palazzo di Hasbach (Pałac Hasbacha)
- Cekhauz, barocco e classicismo
- Stazione ferroviaria
- Basilica di San Rocco (Bazylika św. Rocha)
- Cattedrale di San Nicola (Sobór św. Mikołaja)
- Museo delle sculture di Alfons Karny (Muzeum Rzeźby Alfonsa Karnego)
- Vecchie case, chiese, fabbriche e caserme militari

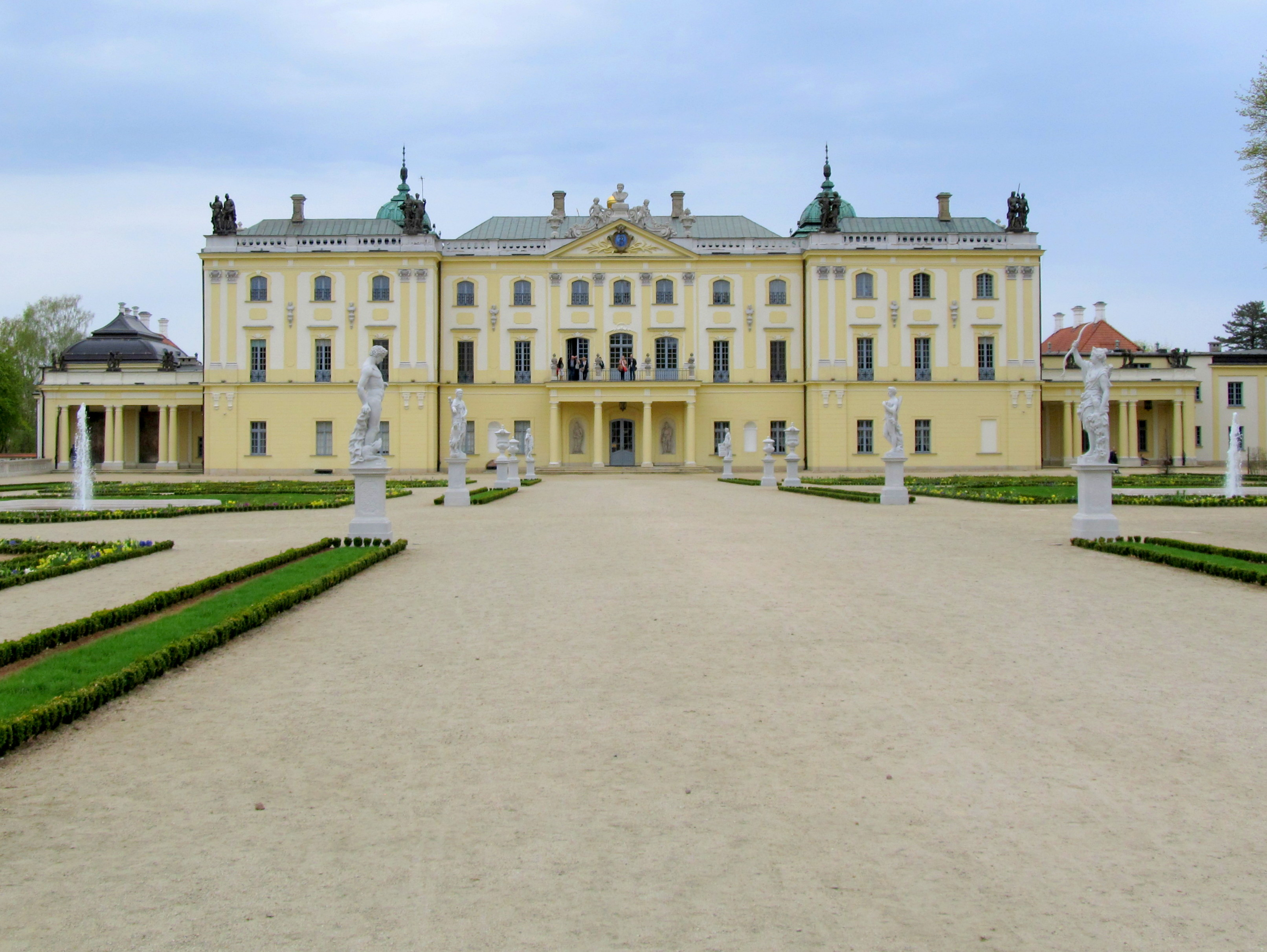
Palazzo di Branicki
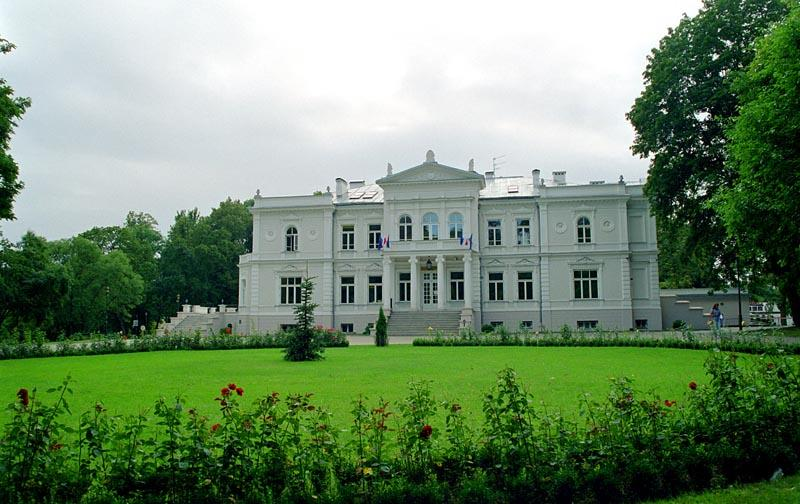
Palazzo di Lubomirski
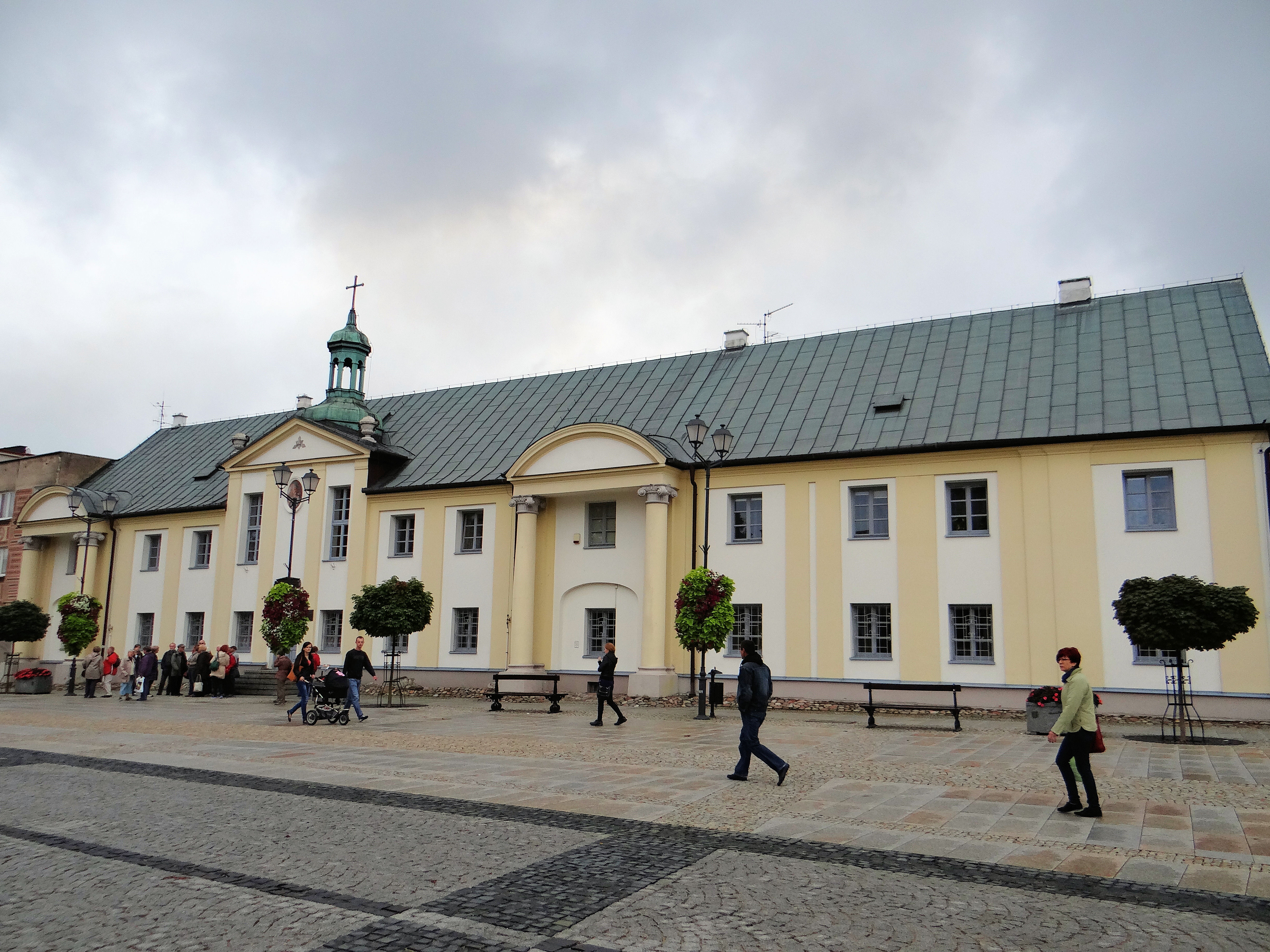
Monastero cattolico
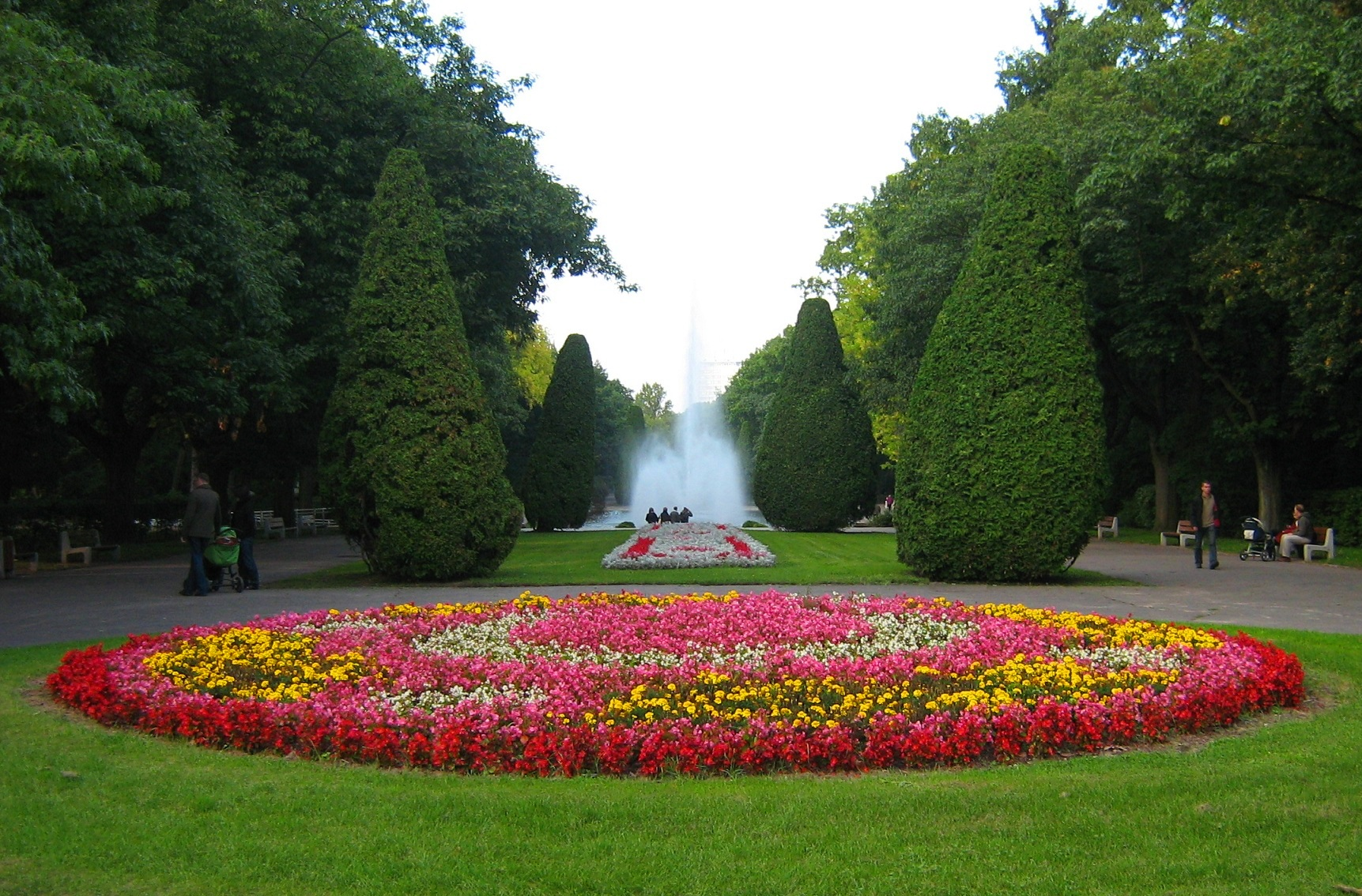
Parco Planty
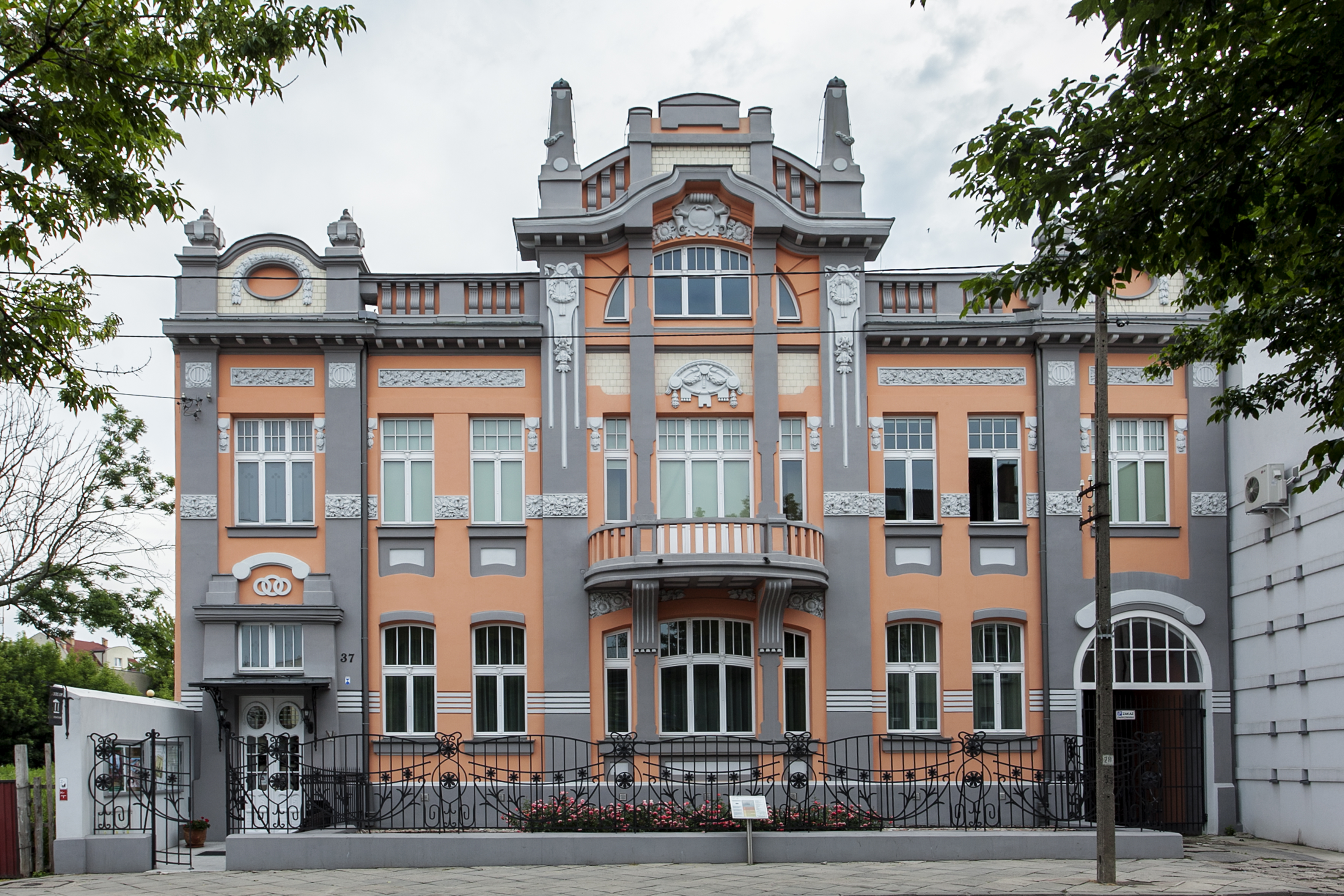
Museo storico di Białystok
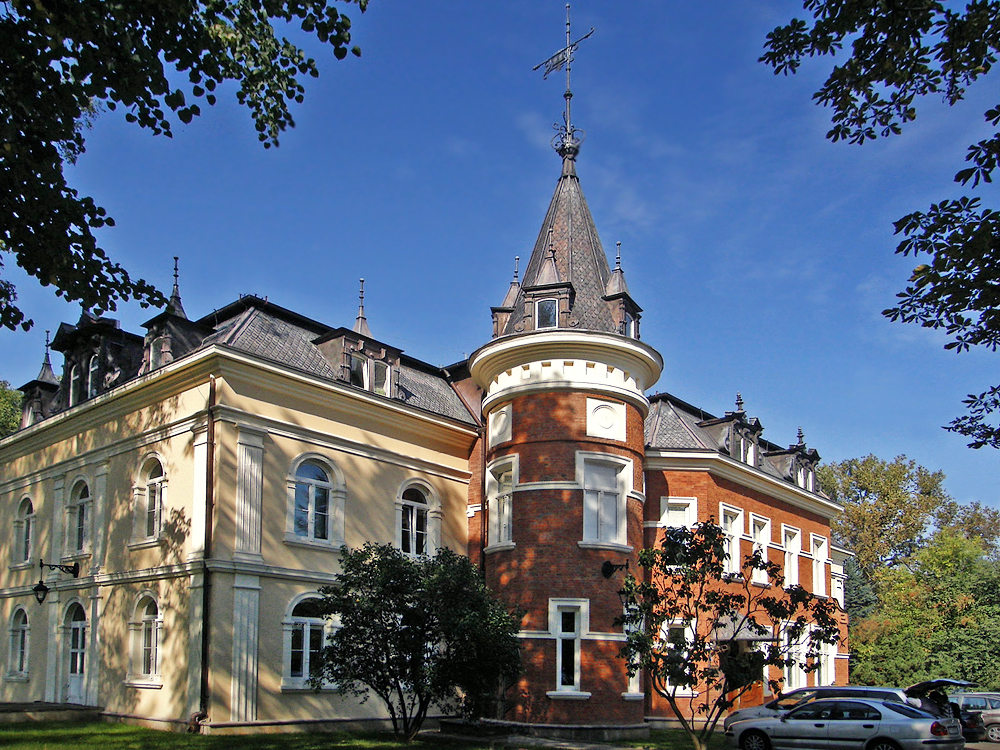
Palazzo di Hasbach

## Storia religiosa
Per la maggior parte della sua esistenza, Białystok fu parte dell'arcidiocesi di Vilnius, capitale lituana che fu per secoli una città polacca (fra le due guerre mondiali, pur esistendo una Lituania indipendente, Vilnius fece parte della Polonia).
La diocesi di Białystok venne eretta, come sede di rito latino, solo il 5 giugno del 1991; il 25 marzo 1992 fu elevata ad arcidiocesi metropolitana, con due diocesi suffraganee, quella di Drohiczyn, eretta ugualmente nel 1991, e Łomża, stabilita nel 1798, con un diverso nome.

Chiese selezionate:
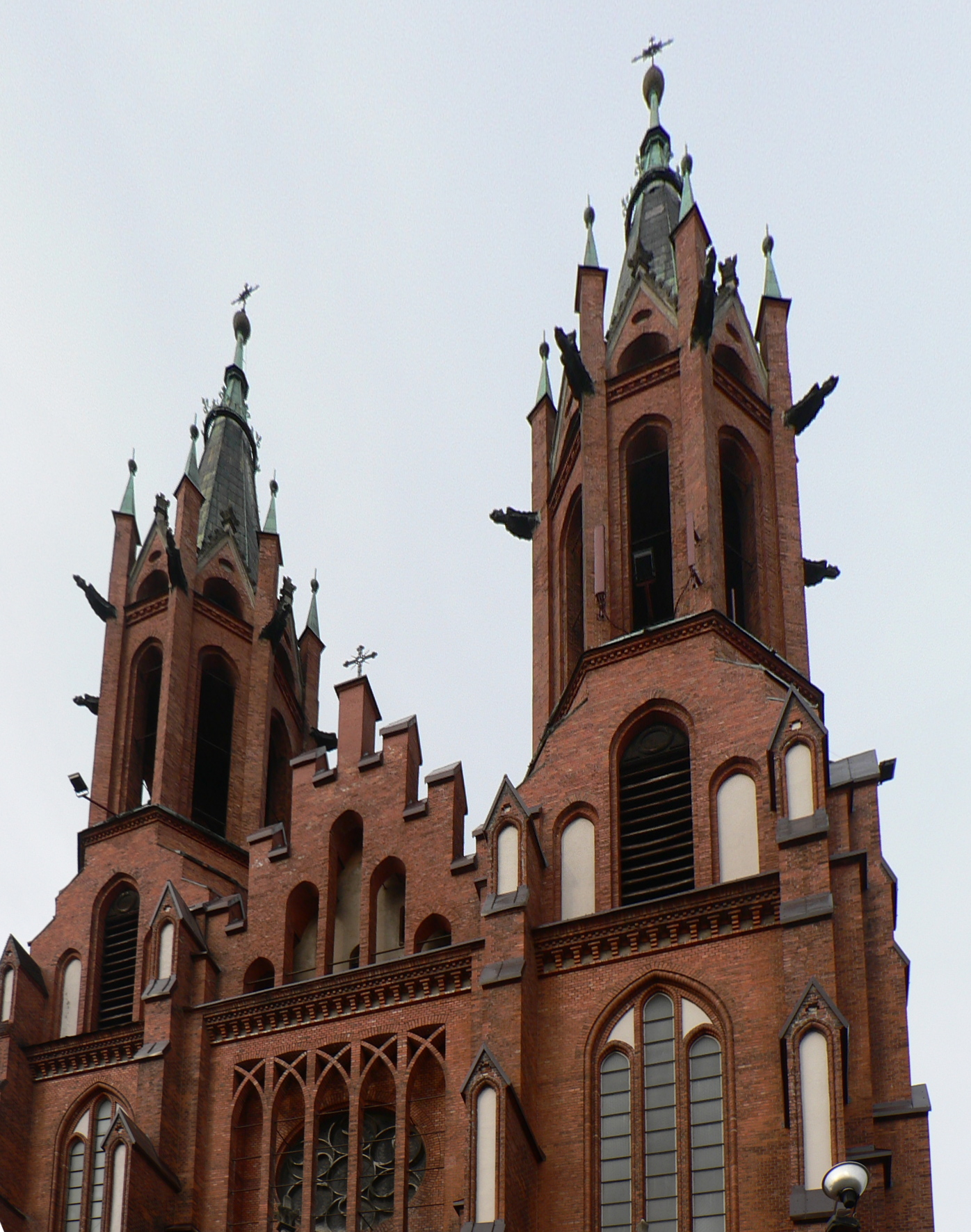
Basilica Cattedrale metropolitana dell'Assunta
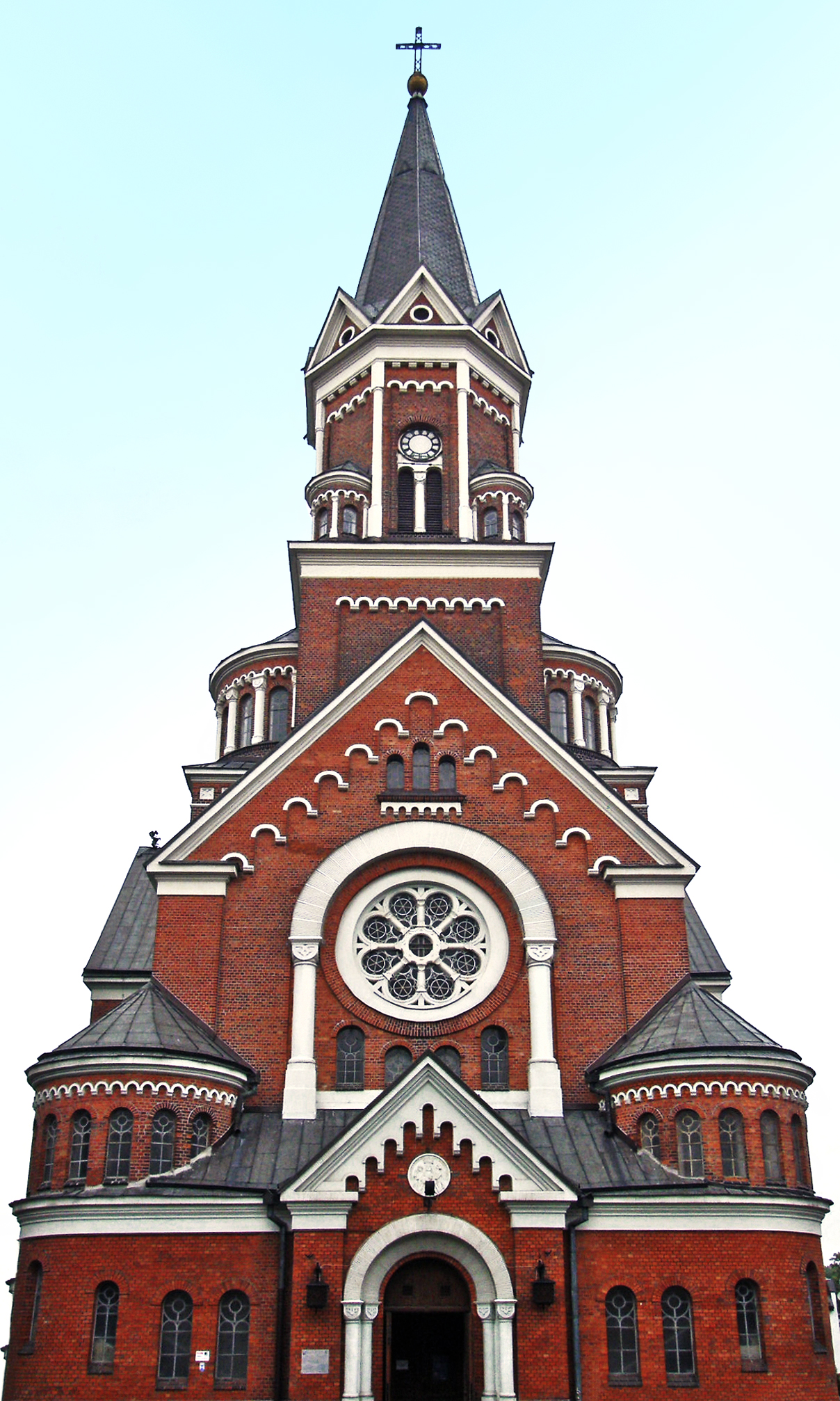
Chiesa di San Adalberto
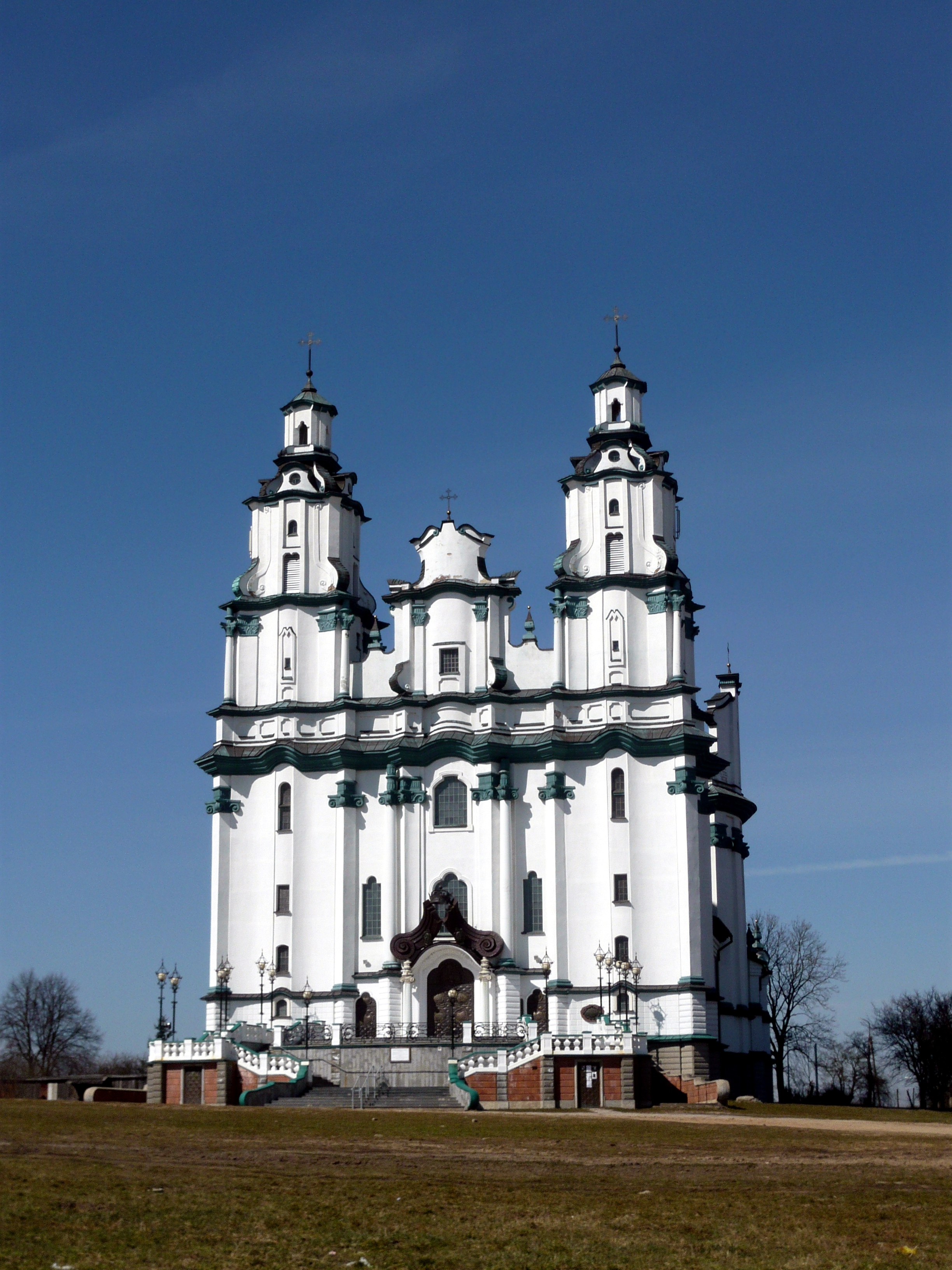
Chiesa della Resurrezione
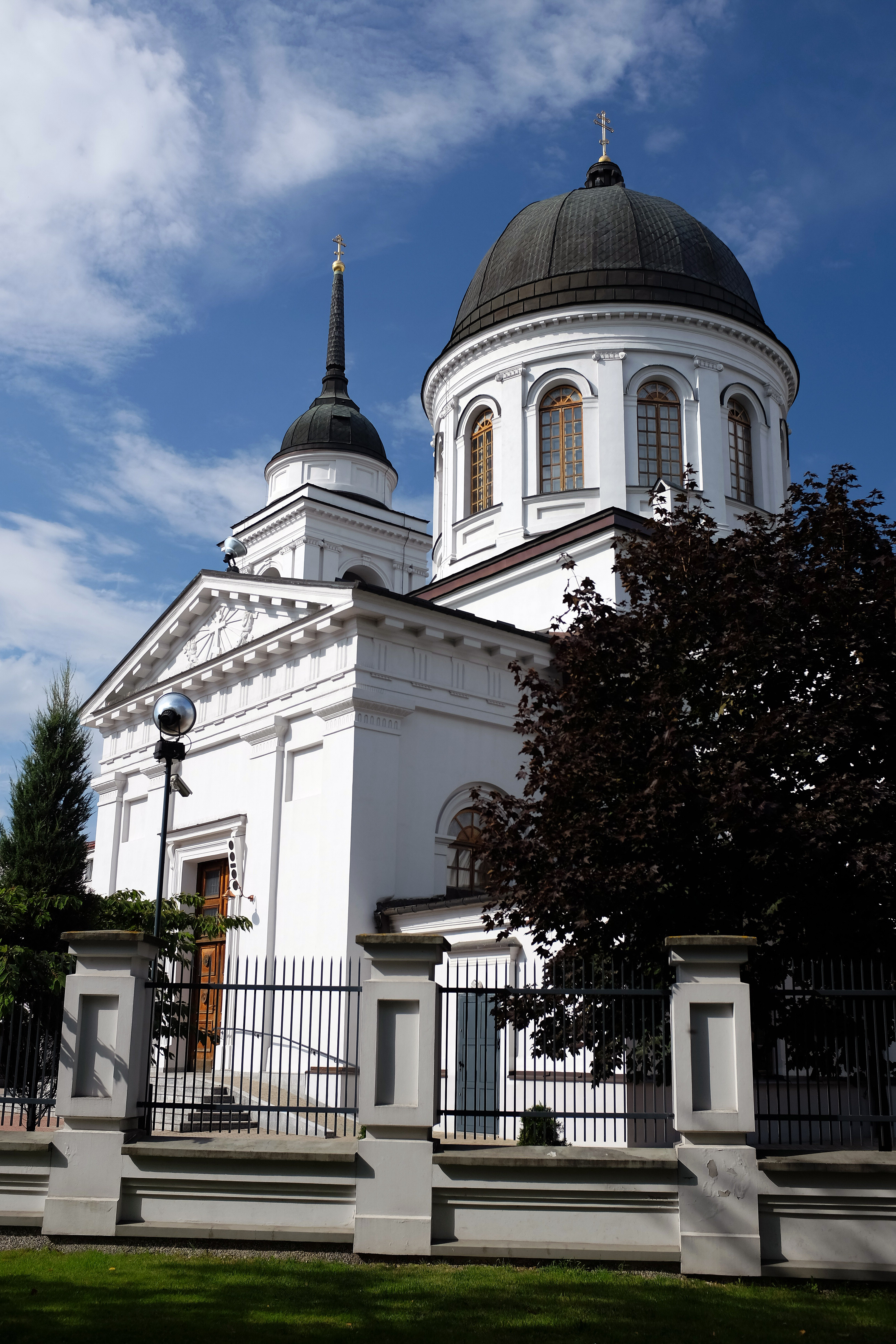
Cattedrale di San Nicola
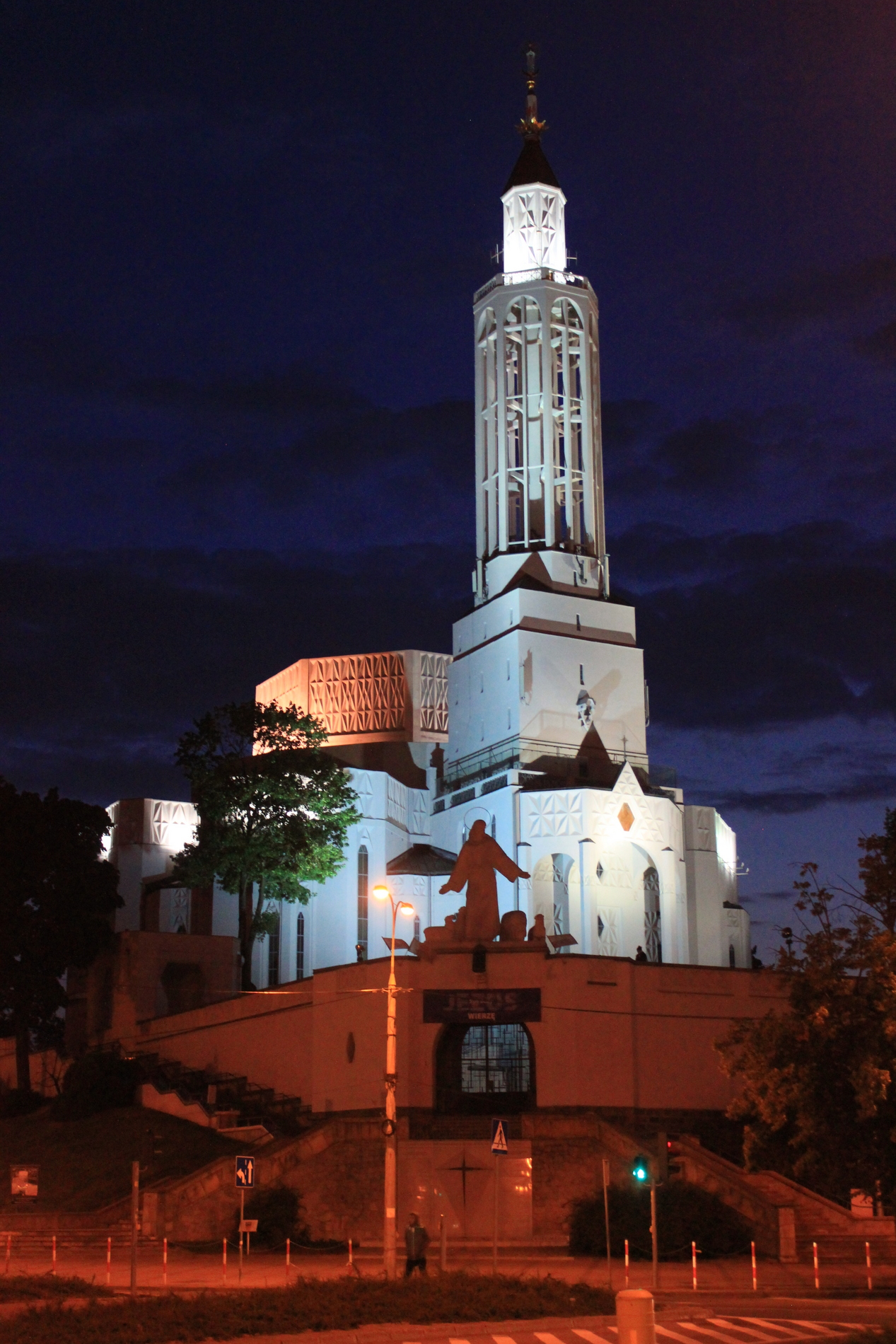
Basilica di San Rocco
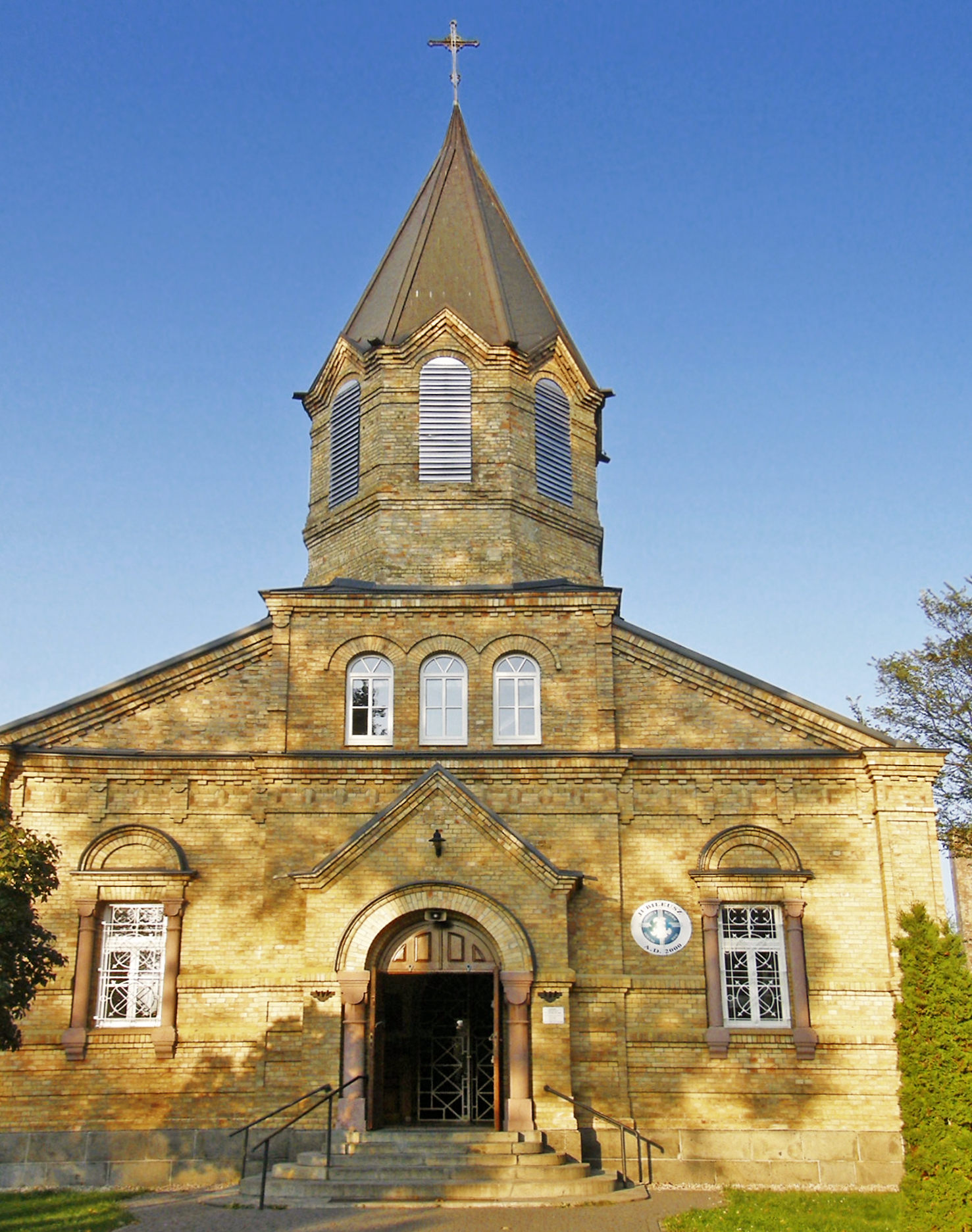
Chiesa di San Stanislao

## Cultura e istruzione
Białystok è sede di tre università: l'Università di Białystok, il Politecnico di Białystok e l'Università di Medicina di Białystok. La città ospita inoltre il Dipartimento di studi strumentali ed educativi, educazione musicale e studi vocali dell'Università della Musica Fryderyk Chopin con sede a Varsavia.

## Infrastrutture e trasporti

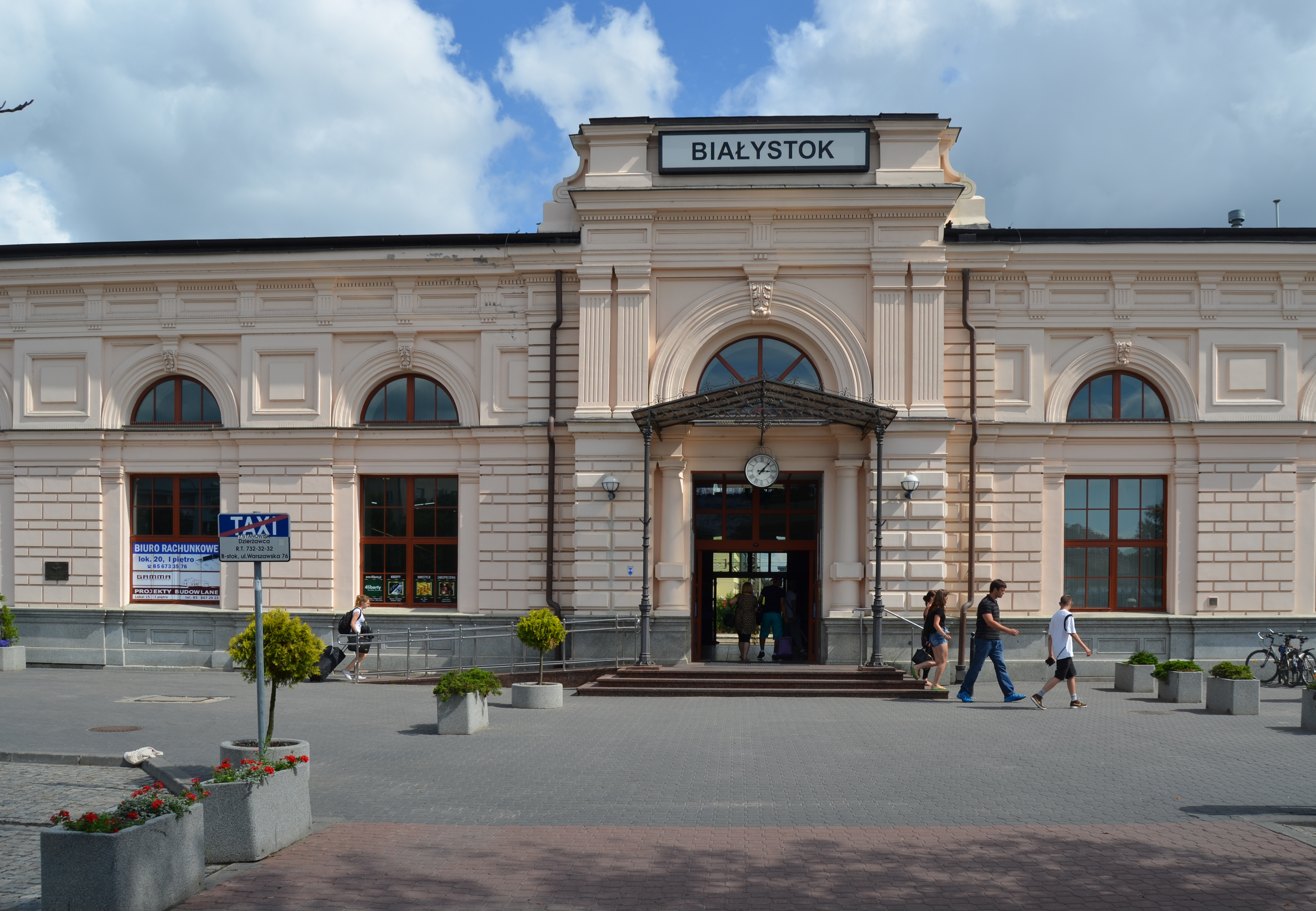
Stazione ferroviaria

La città è servita dall'aeroporto di Białystok, attualmente non operativo.

## Sport
Białystok possiede una squadra di calcio di prima divisione, Jagiellonia Białystok, e una squadra minore, Hetman Białystok.

## Amministrazione

### Gemellaggi[9]
La città è gemellata con:
- Częstochowa
- Digione
- Eindhoven
- Kaunas
- Jelgava
- Bornova
- Mazara del Vallo
- Milwaukee
- Yehud
- Chongzuo
- Lusaka
- Sliema
- Dobrič
- Bahar Dar
- Saint-Louis

Ha inoltre accordi di cooperazione nell'ambito del Partenariato orientale con:
- Luc'k
- Gori
- Bălți
- Gyumri
- Sumqayıt

In seguito allo scoppio dell'invasione russa dell'Ucraina, il 3 marzo 2022 ha interrotto i rapporti con:
- Pskov
- Kaliningrad
- Irkutsk
- Tomsk

- Hrodna